# Partido Phalang Dharma
El Partido Phalang Dharma (tailandés:พรรคพลังธรรม, romanización:Phak Phalang Tham; castellano:Poder del Dharma, o "Fuerza Moral") es un partido político tailandés fundado por Chamlong Srimuang y otros seguidores de la secta budista Santi Asoke en 1988.
Más tarde fue dirigido por el magnate de negocios Boonchu Rojanastien y el futuro primer ministro Thaksin Shinawatra. El partido fue conocido por su declarada oposición a la corrupción. Alcanzó su más alta popularidad en 1990, cuando obtuvo 49 escaños en el Parlamento. Es especialmente popular en Bangkok, donde obtuvo 49 de los 55 escaños en las elecciones de 1990 para el Ayuntamiento, y 32 de los 35 escaños en las elecciones parlamentarias de 1992. Las facciones internas y su enfrentamiento le llevaron a perder su representación y popularidad en 1996. Muchos dirigentes de los partidos que más tarde se sumaron el Thai Rak Thai, de Thaksin Shinawatra, surgieron de ésta formación. El partido entró en hibernación y se activó a partir de abril de 2006 con un liderazgo totalmente diferente.